# Gyula Dudás
Gyula Dudás (7 gennaio 1902 – 5 luglio 1956) è stato un calciatore ungherese, di ruolo difensore.

## Carriera
Difensore elegante e molto abile tecnicamente, cominciò la carriera nel Kispest e vi militò a lungo. Dopo il passaggio all'Újpest vinse 3 campionati ungheresi (1929-30, 1930-31, 1932-33) ed una Coppa Mitropa (1929).